# قلعه علیمحمد
قلعه علیمحمد روستایی در دهستان قوشخانه پایین بخش قوشخانه شهرستان شیروان استان خراسان شمالی ایران است.

## جمعیت
بر پایه سرشماری عمومی نفوس و مسکن در سال ۱۳۹۵ جمعیت این مکان ۴۰۶ نفر (۱۲۵خانوار) بوده‌است.